# Skarżysko-Kamienna

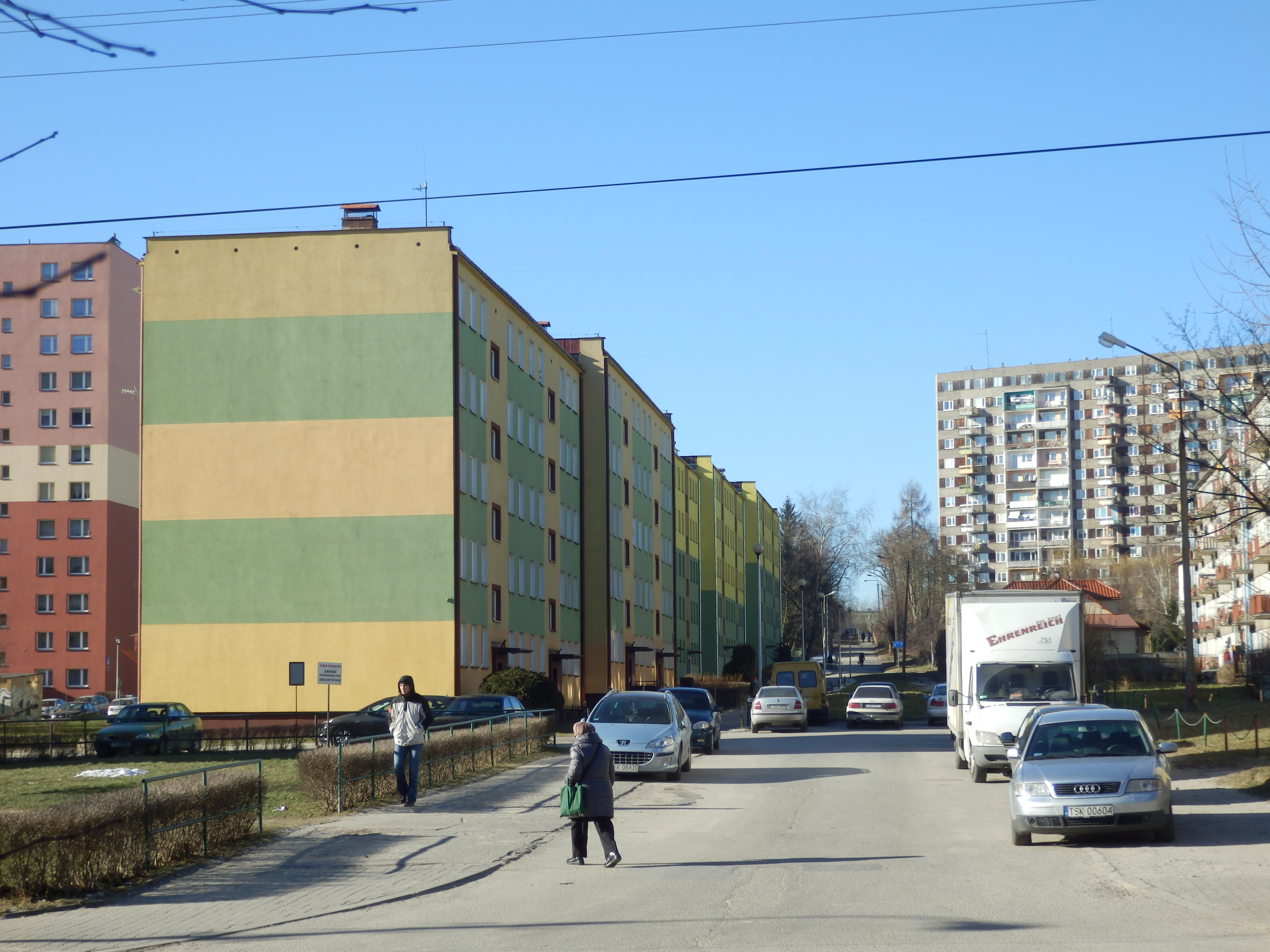
Jedno ze skarżyskich osiedli

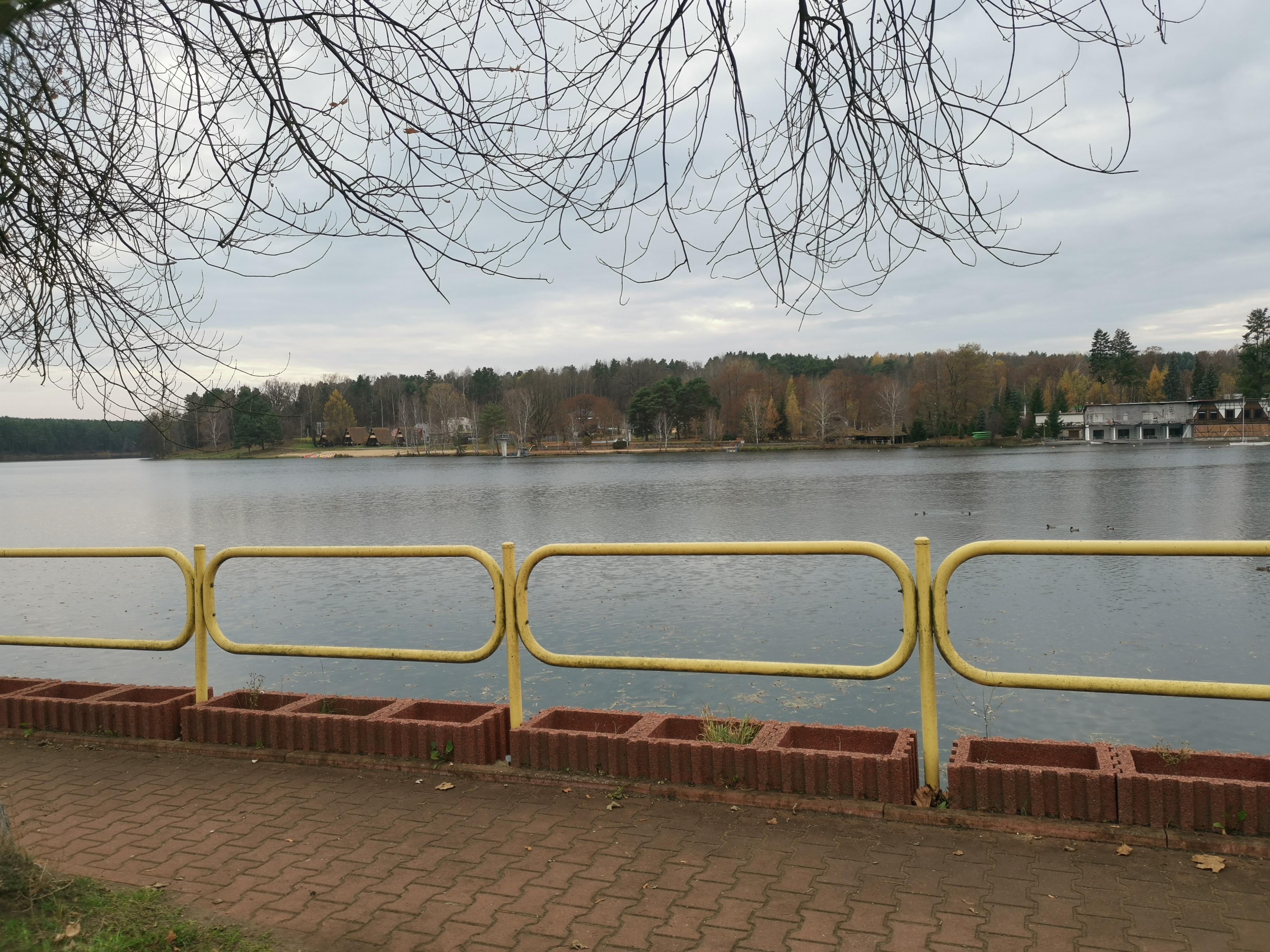
Zalew rejowski

Skarżysko-Kamienna (do 24 kwietnia 1928 Kamienna) – miasto w centralnej Polsce, północnej części województwa świętokrzyskiego, siedziba władz powiatu skarżyskiego. Położona na Wyżynie Kieleckiej, u zbiegu Przedgórza Iłżeckiego, Garbu Gielniowskiego i Płaskowyżu Suchedniowskiego, nad rzeką Kamienną.
W województwie kieleckim lat 1950–1975 Skarżysko-Kamienna stanowiło – od roku 1954, obok Kielc, Radomia, Ostrowca Świętokrzyskiego i Starachowic – powiat miejski.
Skarżysko-Kamienna tradycyjnie stanowi ważny ośrodek przemysłowy i węzeł komunikacyjny – drogowy i kolejowy. Według danych z 31 grudnia 2017 r. miasto miało 45 953 mieszkańców. W 2014 było drugim najbardziej zadłużonym miastem powiatowym w Polsce, a w 2017 było poza pierwszą dziesiątką tego rankingu. Od 2015 w mieście funkcjonuje młodzieżowa rada miasta oraz budżet obywatelski.

## Toponimia
Do 24 kwietnia 1928 roku miasto nosiło nazwę Kamienna; zwyczajowo i potocznie określane jest pierwszym członem nazwy – Skarżysko.

## Położenie

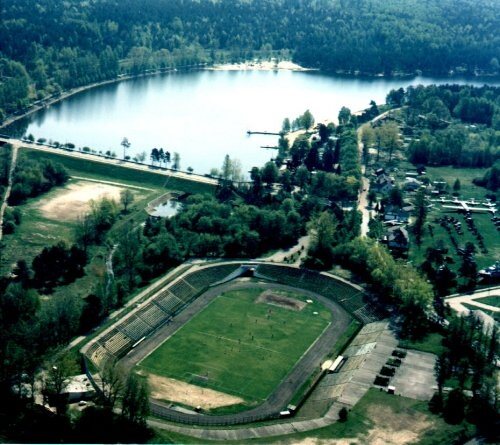
Zalew Rejów (zbiornik) na Kamionce oraz stadion

Miasto położone jest nad rzeką Kamienną oraz jej dopływami Kamionką, Bernatką i Oleśnicą, na pograniczu Płaskowyżu Suchedniowskiego i Garbu Gielniowskiego oraz na północnym obrzeżu Gór Świętokrzyskich. Graniczy bezpośrednio z województwem mazowieckim; jeden z największych ośrodków miejskich województwa.
Skarżysko-Kamienna leży w historycznej Małopolsce, w dawnej ziemi sandomierskiej; jego lewobrzeżna część, na północ od rzeki Kamiennej, stanowi również część ziemi radomskiej.
Miasto jest położone na wysokości 250 m n.p.m.
Według danych z 1 stycznia 2011 r. powierzchnia miasta wynosiła 64,39 km².

## Historia
W XV w. funkcjonowała tutaj dymarka i kopalnia rudy żelaza.
W 1884 roku przeprowadzono przez teren miejscowości kolej, od której wkrótce poprowadzono rozgałęzienia, co spowodowało powstanie węzła kolejowego. Po niedługim czasie w pobliżu węzła powstała Odlewnia Żeliwa i Emaliernia „Kamienna”. W 1920 roku istniało na terenie gminy 20 zakładów wytwórczych, w tym 6 zakładów przemysłowych branży metalowej, zatrudniających ponad 1000 pracowników i około 1000 pracowników zatrudnionych na stacji i w warsztatach naprawczych taboru kolejowego. Prawa miejskie miejscowość uzyskała z dniem 1 stycznia 1923 roku. W 1924 roku uruchomiono po dwóch latach budowy Państwową Fabrykę Amunicji.
W dniu 8 września 1939 roku miasto zostało zajęte przez wojska niemieckie, a fabrykę przejął prywatny koncern zbrojeniowy „Hasag”. Podczas okupacji niemieckiej w latach 1942–1944 przy fabryce amunicji na terenie Skarżyska istniały trzy obozy Werk A, Werk B, Werk C, w których niewolniczą pracę wykonywali żydowscy więźniowie. Zmarłych i zamordowanych palono w prowizorycznym krematorium na terenie strzelnicy zakładowej. W czasie wojny na terenie zakładu zginęło łącznie około 35 tysięcy ludzi. Na przełomie lipca i sierpnia 1944 roku całą fabrykę ewakuowano. Kilkudziesięcioosobowa grupa żydowskich uciekinierów (w tym kobiety) z obozu pracy przy fabryce została zamordowana 17 sierpnia 1944 w Lesie Siekierzyńskim koło Suchedniowa przez żołnierzy z oddziału Armii Krajowej.
16 stycznia 1945 r. do miasta wkroczyły oddziały 3 Gwardyjskiej Armii, 6 armii i 3 Gwardyjskiej Armii Pancernej I Frontu Ukraińskiego.
W 1957 roku uruchomiono fabrykę obuwia. W latach 70. XX wieku powstała fabryka domów.

## Zarządcy
- Jan Zbroja 1918 (wójt)[16]

### Burmistrzowie
- Antoni Biernacki 1918–1923[17]
- Tadeusz Miażdżyński 1924–1925[18]
- Wawrzyniec Ergietowski 1925–1928[19]
- Konstanty Bobowski ?–1934[20]
- Franciszek Tatkowski 1934
- Mateusz Dębski 1946-1949[21]

## Przyroda

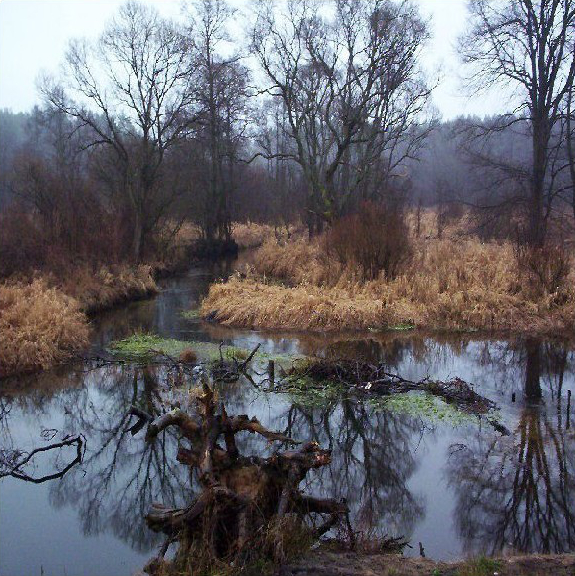
Rzeka Kamienna na południowo-zachodnich rubieżach miasta

Skarżysko-Kamienna usytuowane jest w otoczonej zalesionymi wzniesieniami kotlinie, dodatkowo przeciętej doliną Kamiennej i jej dopływów. Podłoże stanowią głównie gleby piaszczyste i piaszczysto gliniaste, z domieszką okruchów skalnych; w dolinie Kamiennej występują żyźniejsze osady rzeczne z pokładami gleb torfowych. Znaczna część nurtu rzeki przebiegającego przez obszar miasta jest nieuregulowana, tworząc zawiłe meandry wyznaczające skomplikowaną granicę południowo-wschodniej części Skarżyska. Na południowo-zachodnich krańcach miasta wzdłuż rzeki rozciągają się łąki będące jej naturalnym rozlewiskiem, znajdujące się pod wodą po wiosennych roztopach i długotrwałych opadach w sezonie wiosenno-letnim.

### Lasy
Miasto okalają rozległe kompleksy leśne, których znaczną część obejmują obszary chronionego krajobrazu oraz parki krajobrazowe (w tym Suchedniowsko-Oblęgorski Park Krajobrazowy i Sieradowicki Park Krajobrazowy). Dominujące gatunki lasotwórcze w obrębie Nadleśnictwa Skarżysko-Kamienna to sosna (ok. 70% powierzchni) oraz jodła (ok. 20%). Inne powszechnie spotykane gatunki to brzoza, olcha, dąb, świerk, modrzew, buk oraz grab. Powierzchnia lasów w granicach administracyjnych miasta wynosi 2571 ha (2005).
Nadleśnictwo Skarżysko zarządza gruntami Skarbu Państwa o łącznej powierzchni 15802,86 ha.

### Klimat
Klimat jest dość urozmaicony, ma charakter przejściowy – od oceanicznego Europy Zachodniej do kontynentalnego Europy Wschodniej. Zmienność tego klimatu jest zauważalna głównie w okresie późnej jesieni i na przedwiośniu. Średnia temperatura roczna 7,8 °C. Okres wegetacyjny trwa średnio 205 dni, ze średnią temperaturą 12,9 °C. Opady roczne średnio wynoszą 633 mm.

## Demografia
Piramida wieku mieszkańców Skarżyska-Kamiennej w 2014 roku: 

## Podział administracyjny
Dzielnice i osiedla:

- Borki
- Bór
- Bzinek
- Dolna Kamienna I
- Dolna Kamienna II
- Osiedle Kolejowe
- Kolonia Górna – Młodzawy
- Skarżysko Książęce
- Łyżwy
- Metalowiec
- Milica-Przylesie
- Osiedle Odrodzenia
- Osiedle Paryska
- Osiedle Piłsudskiego
- Osiedle Place
- Pogorzałe
- Przydworcowe
- Rejów
- Skałka
- Usłów
- Zachodnie
- Osiedle Żeromskiego

## Gospodarka

### MESKO S.A.

Mesko S.A. (wcześniej Bumar Amunicja, dawniej Zakłady Metalowe MESKO) – nierozerwalnie związane z historią i rozwojem miasta, największe przedsiębiorstwo, kontynuuje tradycje przedsiębiorstwa powołanego w 1922, a działającego od 25 sierpnia 1924 roku początkowo jako Państwowa Fabryka Amunicji, następnie Zakłady Metalowe MESKO S.A. W okresie PRL przedsiębiorstwo należało do zjednoczenia Predom i zajmowało się także m.in. produkcją urządzeń AGD (maszynki, sokowirówki) oraz maszyn liczących.
Przez pewien okres zakłady należały do grupy Bumar i istniały jako Bumar Amunicja SA, w skład której wchodzą Dezamet, FPS, Z. Ch. Nitrochem, BZE Belma i Kraśnik. Później ponownie powrócono do nazwy „Mesko”.
MESKO S.A. jest częścią Narodowego Koncernu Polski Holding Obronny (dawniej Bumar).

### PGE Polska Grupa Energetyczna
PGE Polska Grupa Energetyczna S.A. dawniej ZEORK – Zakłady Energetyczne Okręgu Radomsko Kieleckiego.

### Skarżyska Strefa Gospodarcza
Skarżyska Strefa Gospodarcza Sp. z o.o. utworzona została w dniu 28 lutego 2003 roku, powołana Uchwałą nr 3/26/2002 Rady Miasta, jest właścicielem nieruchomości zlokalizowanych w dzielnicy „Zachodnie”, obejmuje m.in. tereny poprzemysłowe Zakładów Metalowych „MESKO SA”.

### Skarżyski Inkubator Technologiczny
Inkubator powstał na terenie dawnego Z3 ZM Mesko przy ulicy Asfaltowej. Nowy budynek inkubatora składa się z dwóch hal o przeznaczeniu produkcyjno-magazynowym, oraz części socjalno-biurowej o łącznej powierzchni użytkowej 3,5 tys. m².
Utworzenie Skarżyskiego Inkubatora Technologicznego realizowane jest w ramach Działania 1.4 „Wsparcie inwestycyjne dla instytucji otoczenia biznesu” Osi 1 „Rozwój przedsiębiorczości” Regionalnego Programu Operacyjnego Województwa Świętokrzyskiego na lata 2007–2013.

### Tereny Specjalnej Strefy Ekonomicznej Starachowice
Na terenie Skarżyska-Kamiennej znajdują się tereny należące do Specjalnej Strefy Ekonomicznej Starachowice, obejmujące obszar 9,7 ha i zagospodarowane w blisko 79%.

## Transport

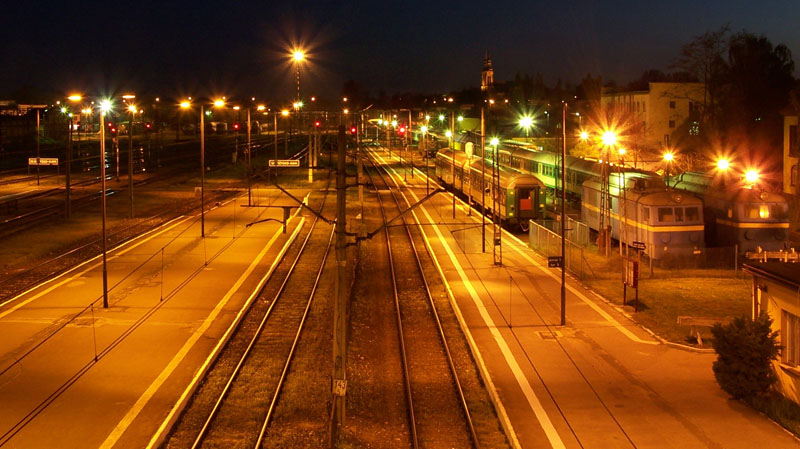
Dworzec kolejowy w Skarżysku-Kamiennej nocą

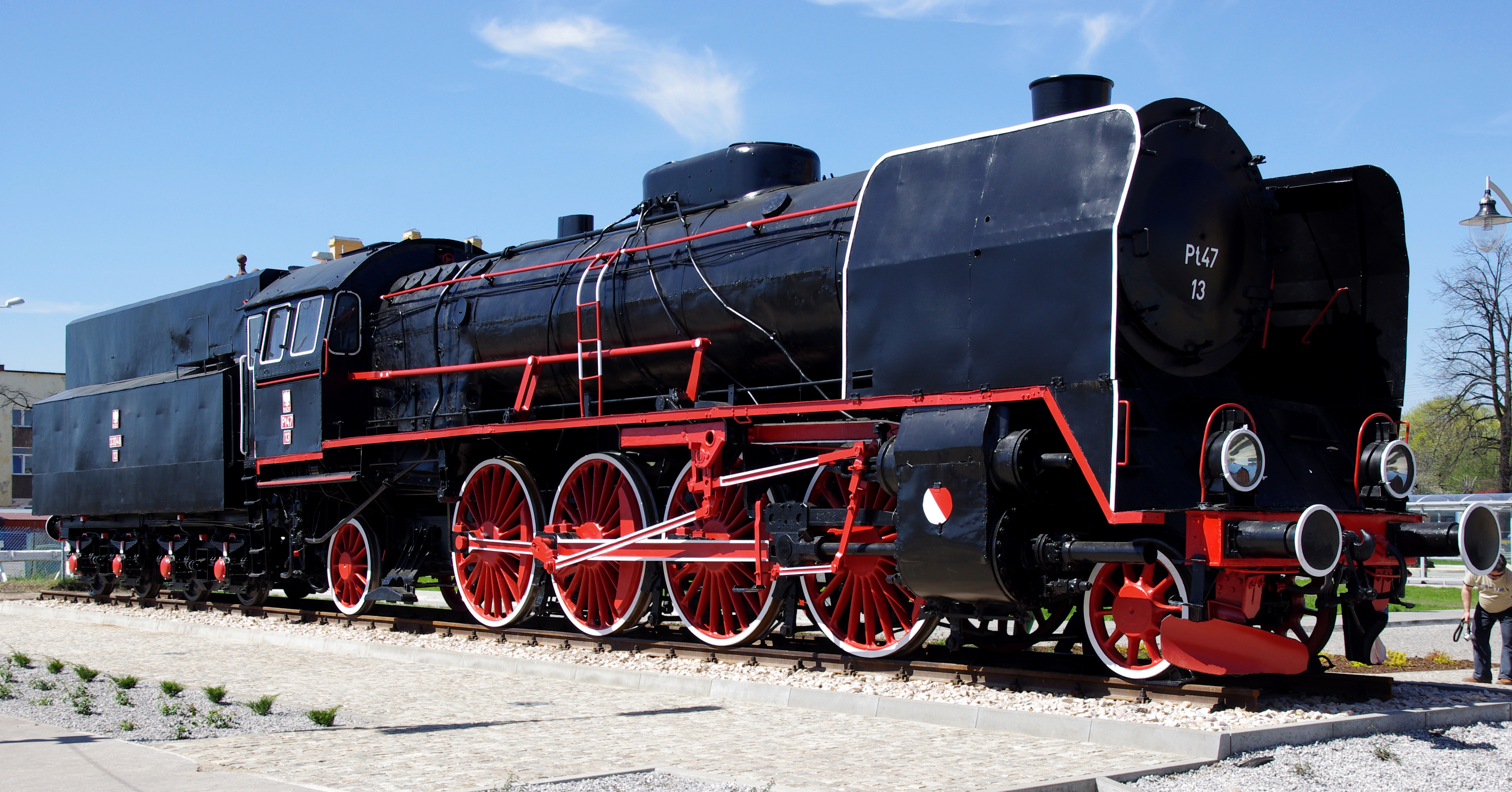
Lokomotywa Pt47 na dworcu kolejowym w Skarżysku-Kamiennej

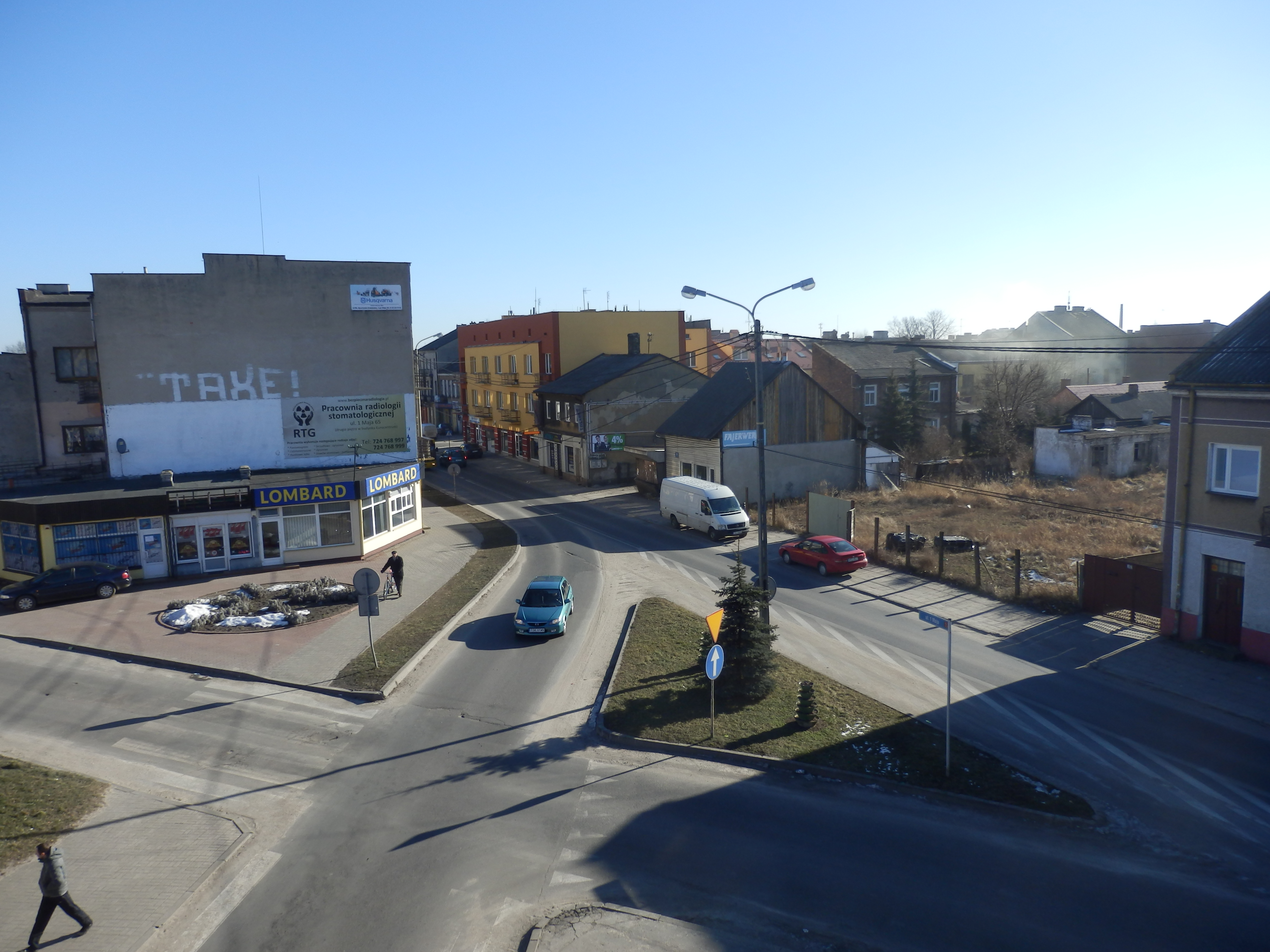
Ulica 1 Maja w Skarżysku-Kamiennej

Miasto jest węzłem komunikacyjnym – leży na przecięciu głównych szlaków drogowych oraz kolejowych z Warszawy do Krakowa i z Łodzi do Rzeszowa.
W 2011 oddano do użytku nowy odcinek S7 między Skarżyskiem Kamienną a Kielcami. Intensywnie modernizowana jest infrastruktura dworca PKP w mieście. Budowany jest nowy dworzec dla autobusów dalekobieżnych oraz busów komunikacji regionalnej.

### Transport kolejowy
W mieście znajduje się jedna stacja kolejowa – Skarżysko-Kamienna, oraz dwa przystanki kolejowe – Skarżysko Milica i Skarżysko Zachodnie; w granicach administracyjnych miasta jest także przystanek kolejowy miejscowości Skarżysko Kościelne. Skarżysko-Kamienna jest jednym z największych towarowych węzłów kolejowych w kraju, stanowiącym skrzyżowanie linii Warszawa Zachodnia – Kraków Główny oraz Łódź Kaliska – Dębica. W północno-wschodniej części miasta znajduje się duża stacja rozrządowa, jedna z kilku na sieci PKP. Skarżysko-Kamienna jest siedzibą zakładu przewozów towarowych oraz zakładu taboru spółki
PKP Cargo. Od 2011 r. PKP Cargo notuje zyski, co nie miało miejsca w latach poprzednich.

### Transport drogowy
Przez miasto przebiegają następujące trasy:
- Droga ekspresowa S7 (Gdańsk – Warszawa – Radom – Skarżysko-Kamienna – Kielce – Kraków)
- Droga krajowa nr 42 (Kamienna – Radomsko – Skarżysko-Kamienna – Starachowice – Rudnik).

W 2005 roku zakończono pierwszy etap budowy węzła drogowo-kolejowego, umożliwiającego bezkolizyjny przejazd DK7, uprzednio krzyżującą się z DK42 oraz linią kolejową do Tomaszowa Mazowieckiego. Drugi etap budowy został zakończony w 2007 roku.
Pod koniec 2019 roku otwarto obwodnicę Skarżyska Kamiennej w ciągu drogi S7. Niemal 8 kilometrowy odcinek pozwala na sprawne przepuszczenie tranzytu przez miasto, jednocześnie obecność 3 węzłów (Skarżysko, Skarżysko-Kamienna Zachód, Skarżysko-Kamienna Północ), zapewnia komfortowy dostęp miasta do tej trasy.

### Publiczny transport zbiorowy

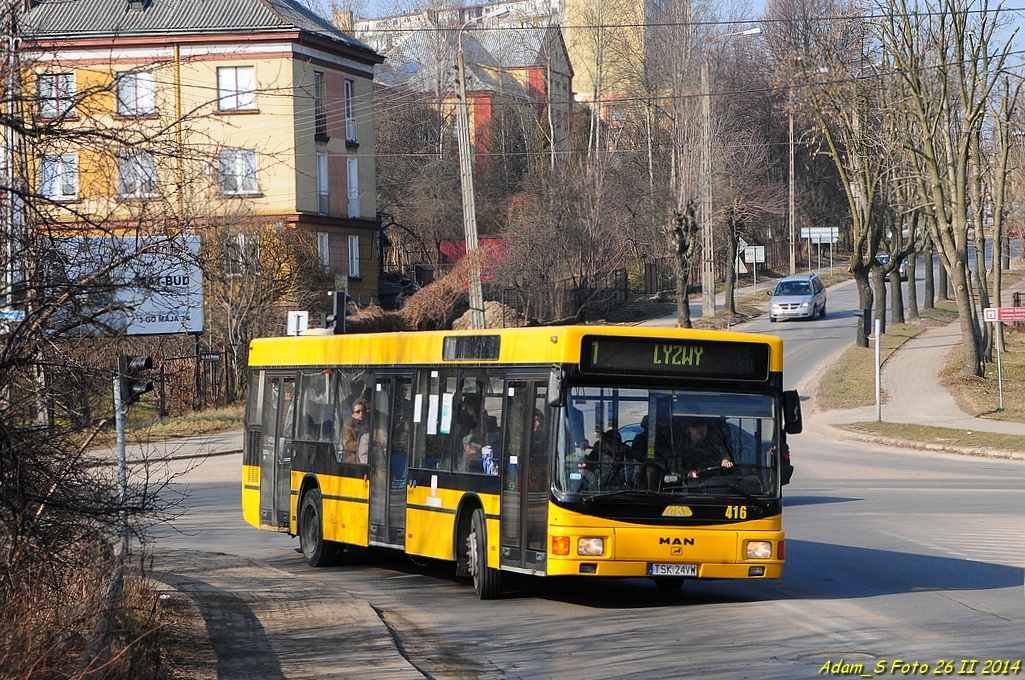
MAN NL 202 Miejskiej Komunikacji Samochodowej na ulicach Skarżyska

W Skarżysku-Kamiennej funkcjonuje komunikacja miejska obsługująca 14 linii na terenie miasta. W szczytowym okresie działalności, przypadającym na koniec lat osiemdziesiątych XX wieku, lokalne przedsiębiorstwo transportowe (wówczas pod nazwą MPK) obsługiwało 37 linii (plus dodatkowo warianty poszczególnych linii) – od tamtej pory jednak wiele połączeń i kursów zostało zlikwidowanych.
Połączenia podmiejskie oraz dalekobieżne obsługiwane były przez Państwowe Przedsiębiorstwo Komunikacji Samochodowej w Skarżysku, a następnie, po przeprowadzonej w 2003 roku prywatyzacji, przez PKS-Iwopol spółka z o.o. Przedsiębiorstwo, pomimo zmiany właściciela, było w coraz gorszej kondycji finansowej. Wyraźnym początkiem ostatecznego upadku było zajęcie części taboru na pokrycie długów wobec wierzycieli. Na początku 2007 likwidacja spółki stała się nieunikniona – PKS-Iwopol przestał istnieć z dniem 1 kwietnia 2007, a pozostały tabor, kursy oraz część załogi przejął starachowicki PKS.
W warunkach gospodarki wolnorynkowej dotychczasowi monopoliści w sektorze usług przewozowych – MKS i PKS – stopniowo tracili swą pozycję na rzecz prywatnej konkurencji. Obecnie większość połączeń realizowanych jest przez prywatne busy – istnieje około 20 linii, w tym także dwie dalekobieżne do Krakowa i Katowic. Inne ośrodki miejskie regionu posiadające połączenie ze Skarżyskiem-Kamienną to Kielce (najbardziej uczęszczana linia), Radom, Starachowice oraz Końskie.

### Taxi
W Skarżysku-Kamiennej funkcjonuje kilka firm świadczących usługi przewozowe Taxi, zarówno osobowe, jak i bagażowe.

## Oświata
- Szkoły podstawowe i gimnazja:

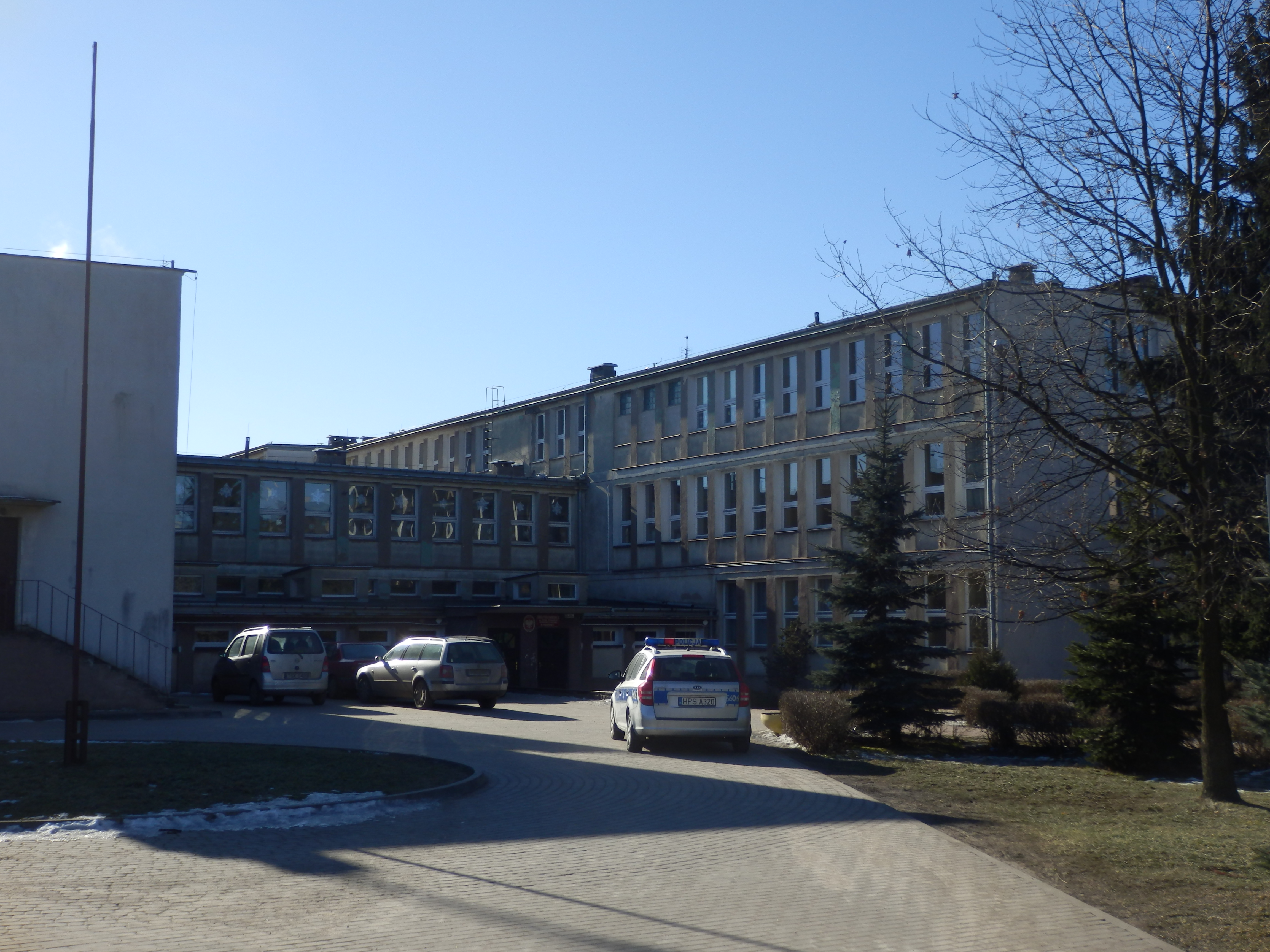
Szkoła Podstawowa nr 8

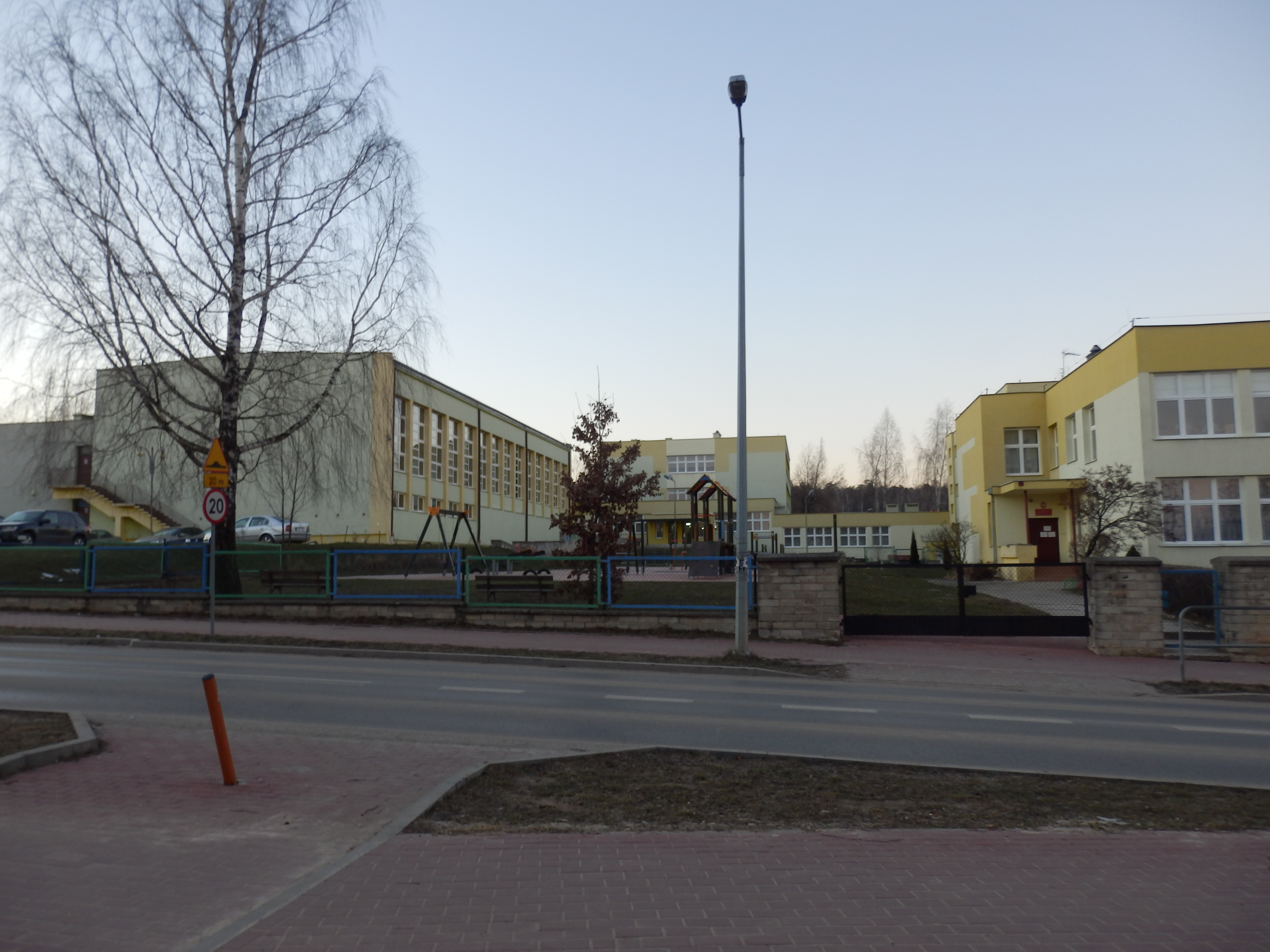
Zespół Szkół Publicznych nr 1

  - Szkoła Podstawowa nr 1, im. Tadeusza Kościuszki
  - Szkoła Podstawowa nr 2, im. Orła Białego (obecnie Zespół Placówek Oświatowych)
  - Szkoła Podstawowa nr 3, im. Henryka Sienkiewicza
  - Szkoła Podstawowa nr 5, im. Jana Pawła II
  - Publiczna Szkoła Podstawowa nr 7, im. Obrońców Westerplatte (ob. Zespół Placówek Oświatowych nr 5 w skład którego wchodzi SP 7 i Przedszkole Publiczne nr 7 im. Janusza Korczaka)
  - Publiczna Szkoła Podstawowa nr 8, im. Stefana Żeromskiego
  - Publiczna Szkoła Podstawowa nr 9, im. ks. prof. Włodzimierza Sedlaka
  - Zespół Szkół Publicznych nr 1 (Gimnazjum nr 1, Szkoła Podstawowa nr 13, im. mjr Henryka Dobrzańskiego „Hubala”)
  - Prywatna Szkoła Podstawowa w Skarżysku-Kamiennej
  - Gimnazjum nr 2, im. Powstańców Warszawy
  - Zespół Szkół Publicznych Nr 4 (Szkoła Podstawowa nr 4, Przedszkole nr 2)
- Szkoły ponadgimnazjalne i zawodowe:
  - I Liceum Ogólnokształcące im. Juliusza Słowackiego
  - II Liceum Ogólnokształcące im. Adama Mickiewicza
  - Zespół Szkół Ekonomicznych im. Mikołaja Kopernika
  - Zespół Szkół Transportowo-Mechatronicznych im. inż. E. Kwiatkowskiego
  - Zespół Szkół Technicznych im. Armii Krajowej
  - Zespół Szkół Samochodowo-Usługowych
  - Liceum Ogólnokształcące dla Dorosłych „Żak”
- Szkoły policealne:
  - Policealna Szkoła Pracowników Służb Społecznych im. prof. Mieczysława Michałowicza
  - Centrum Nauki i Biznesu „Żak”
  - Centrum Kształcenia Praktycznego
  - Centrum Edukacji Zawodowej
  - Towarzystwo Wiedzy Powszechnej
  - Zakład Doskonalenia Zawodowego w Kielcach. Centrum Kształcenia Zawodowego w Skarżysku-Kamiennej
  - Centrum Kształcenia „Awans”
- Szkoły wyższe:
  - Kolegium Pracowników Służb Społecznych w Skarżysku-Kamiennej
  - Społeczna Akademia Nauk w Łodzi, Wydział zamiejscowy w Skarżysku-Kamiennej
- Szkoły Specjalne:
  - Zespołu Placówek Edukacyjno-Wychowawczych
    - Klasy specjalne dla dzieci i młodzieży o specjalnych potrzebach edukacyjnych (orzeczenia)
    - Przedszkole
    - Szkoła Podstawowa
    - Gimnazjum
    - Liceum Uzupełniające
    - Liceum Ogólnokształcące
    - Klasy Zawodowe
    - Internat
    - Bursa szkolna (dostosowana do potrzeb osób niepełnosprawnych)

## Sport
Skarżysko ma tradycje wioślarskie związane z klubem KW Rejów, jaki istniał na terenie zbiornika Rejów.
- Granat Skarżysko-Kamienna – zespół piłki nożnej, grający w sezonie 2024/2025 w IV lidze, gr. świętokrzyskiej
- MIKS Kolejarz (wcześniej KKS Ruch) Skarżysko-Kamienna – zespół piłki nożnej
- Gala Skarżysko – siatkówka kobiet
- STS Skarżysko-Kamienna – siatkówka mężczyzn

Na terenie szkół w Skarżysku-Kamiennej znajdują się boiska Orlik. Poza tym przy ulicy Sienkiewicza znajduje się Hala Sportowa na 550 miejsc, wykorzystywana do celów sportowych, ale i również do imprez miejskich. Przy ulicy Konarskiego, w sąsiedztwie hali znajduje się Lodowisko Miejskie im. Mieczysława Filipowskiego na 276 widzów o wymiarach 30x60 m, czynne w okresie zimowym. Latem może być zużytkowywane jako skate-park.
W Skarżysku-Kamiennej znajduje się także kryta pływalnia 6-torowa, o wymiarach 25x13 m i głębokości od 0,7 m do 1,65 m.
Wszystkimi powyższymi obiektami zarządza Miejskie Centrum Sportu i Rekreacji (MCSiR) w Skarżysku-Kamiennej. Ponadto MCSiR jest właścicielem obiektu rekreacyjnego i kortów tenisowych „Planty”.

## Wspólnoty wyznaniowe

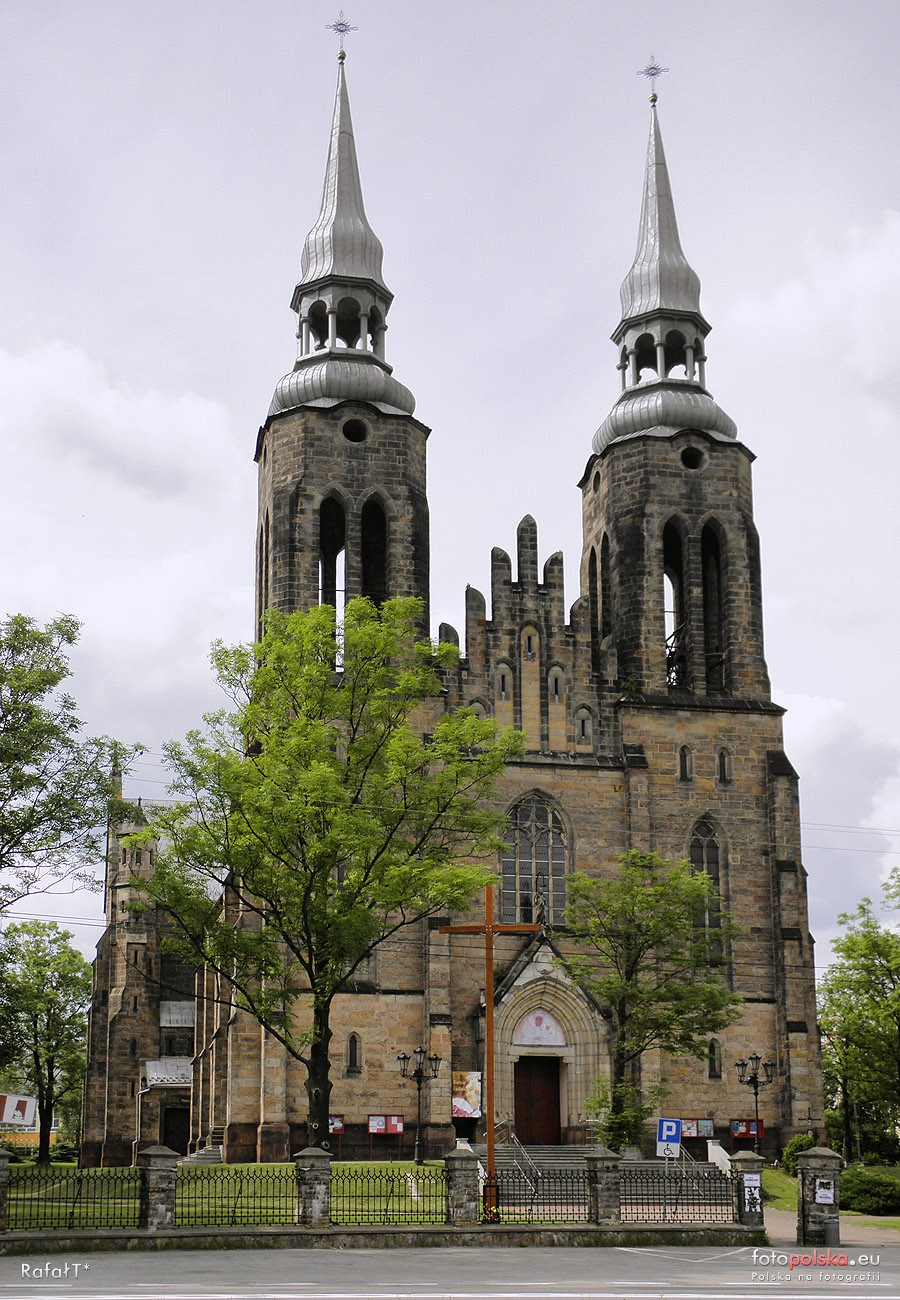
Kościół pod wezwaniem NSJ, popularnie zwany „dużym kościołem”

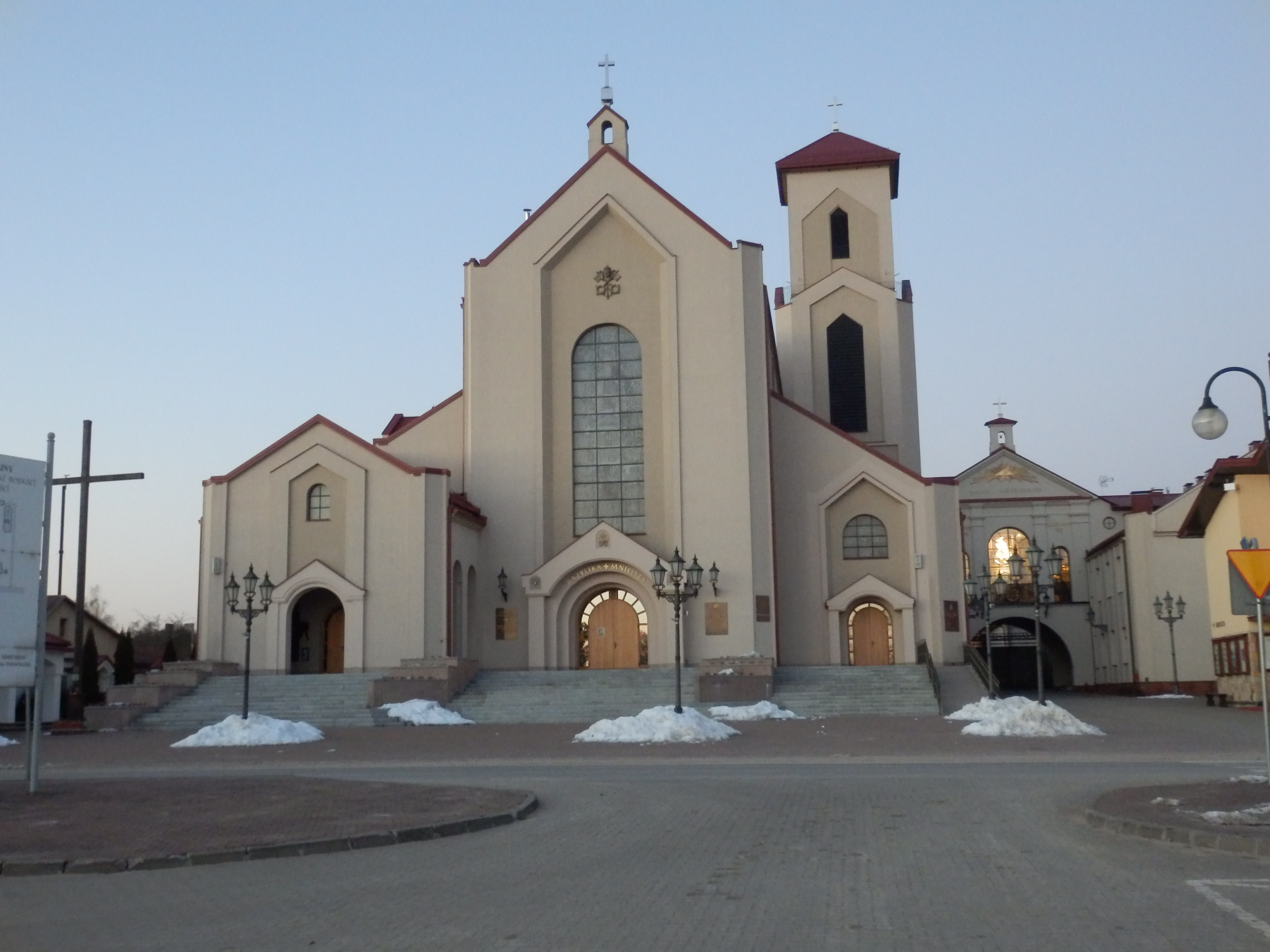
Bazylika Matki Boskiej Ostrobramskiej

Na terenie Skarżyska swoją działalność prowadzą następujące Kościoły i związki wyznaniowe:
- Kościół Chrześcijański „Wieczernik”:
  - Misja „Nowy Początek”[27]
- Kościół Polskokatolicki w RP
  - parafia Matki Bożej Bolesnej[28]
- Kościół rzymskokatolicki:
  - parafia Świętych Apostołów Piotra i Pawła[29]
  - parafia MB Nieustającej Pomocy[29]
  - parafia Najświętszego Serca Jezusowego[29]
  - parafia Niepokalanego Poczęcia NMP[29]
  - parafia MB Ostrobramskiej[29]
  - parafia św. Brata Alberta[29]
  - parafia św. Józefa Oblubieńca[29]
  - parafia Trójcy Przenajświętszej (siedziba w Skarżysku Kościelnym)[29]
  - parafia MB Częstochowskiej[29]
- Kościół Zielonoświątkowy
  - zbór „Jeruzalem”[30][31]
- Świadkowie Jehowy:
  - zbór Skarżysko-Południe[32]
  - zbór Skarżysko-Północ[32]
  - zbór Skarżysko-Zachód (Sala Królestwa ul. Krasińskiego 3)[32]

## Atrakcje turystyczne

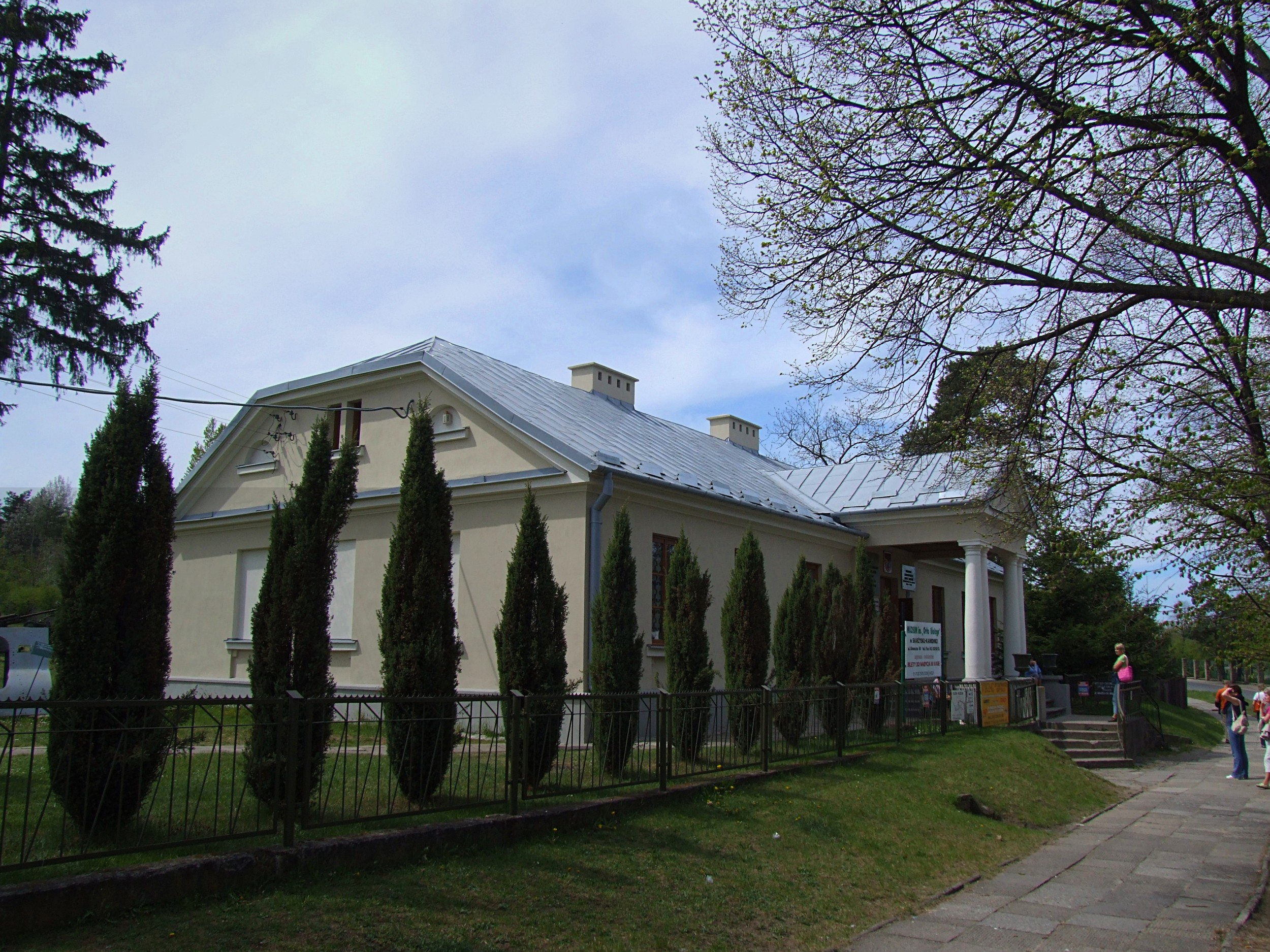
Budynek główny Muzeum im. Orła Białego

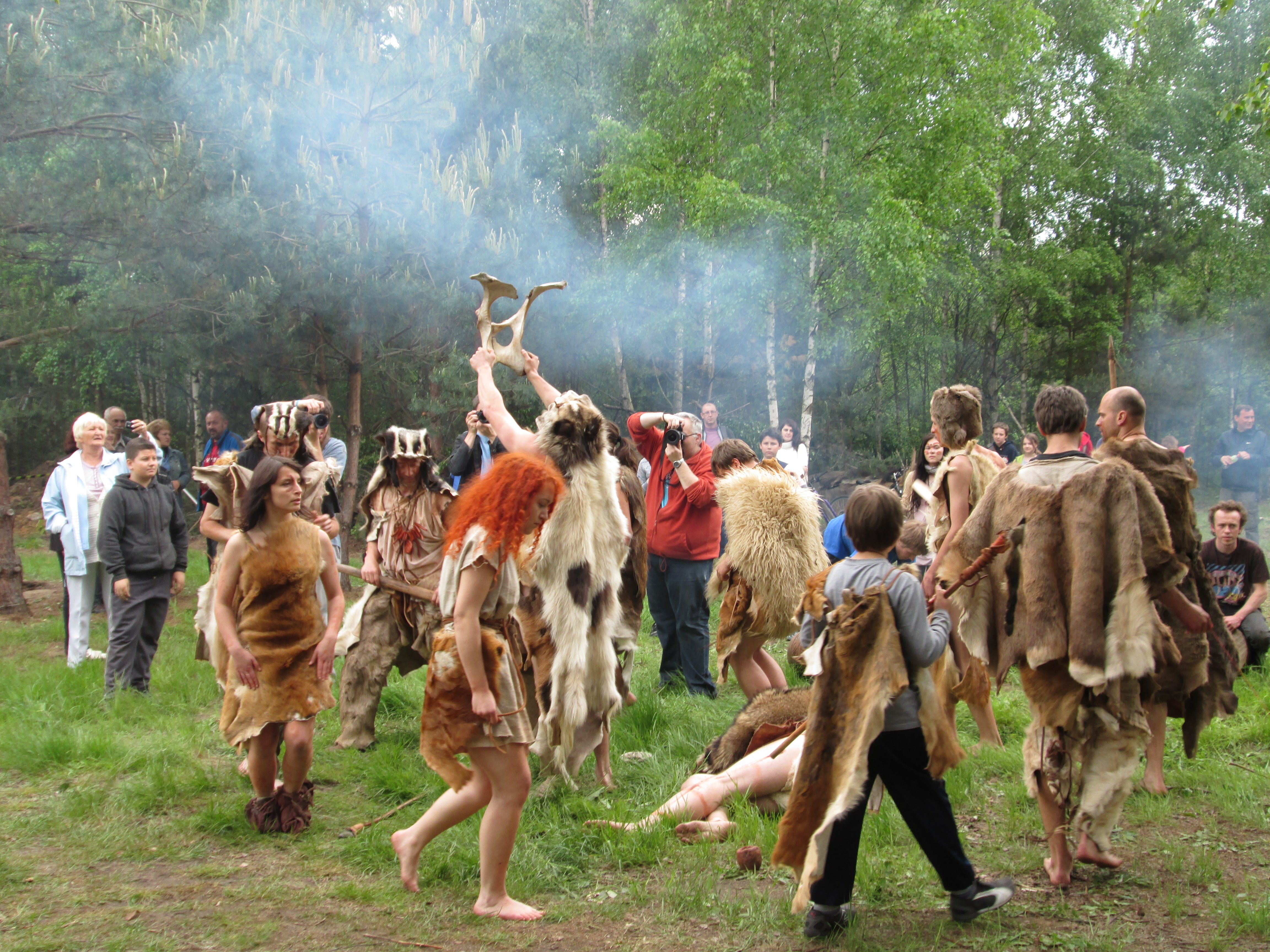
Piknik Archeologiczny „Rydno”

- Muzeum im. „Orła Białego” – muzeum regionalne; znaczna część eksponatów pochodzi z okresu II wojny światowej
  - broń, umundurowanie i wyposażenie żołnierzy, dokumenty, fotografie
  - ekspozycja plenerowa – działa, pojazdy opancerzone, helikoptery, samoloty, czołgi (jeden z kilku zachowanych na świecie egzemplarzy Sturmgeschütz IV) oraz skonstruowany w latach 60. XX wieku przez pochodzącego ze Skarżyska-Kamiennej Dionizego Wiśniewskiego kuter torpedowy ORP „Odważny”
- Pozostałości wielkiego pieca hutniczego z XVIII/XIX w.: fundamenty, mur oporowy, kanał przepustowy (jedyny zachowany gar wielkiego pieca w Staropolskim Okręgu Przemysłowym)
- Bazylika mniejsza pw. Matki Boskiej Ostrobramskiej, kopia wileńskiej Ostrej Bramy[4].
- Kościół rzymskokatolicki pw. Najświętszego Serca Jezusowego z 1923 r. przy al. Niepodległości
- Kościół rzymskokatolicki pw. św. Józefa z 1928 r. przy ul. Legionów 64
- Kościół polskokatolicki pw. Matki Bożej Bolesnej – ul. Cmentarna (Skarżysko-Zachodnie)
- Cmentarz rzymskokatolicki z ok. 1885 r. przy ul. Cmentarnej
- Cmentarz żydowski z przełomu XIX i XX w.
- Zalew Rejów o powierzchni 30 ha
- Zabytkowy domek dróżnika z 2 ćw. XIX w. wraz z drewnianą studnią przy ul. Krakowskiej 171, wpisany do rejestru zabytków nieruchomych (nr rej.: A-795/1-2 z 9.10.1974)[33].

Skarżysko-Kamienna jest punktem początkowym  czerwonego Szlaku Milenijnego prowadzącego do Kałkowa,  zielonego szlaku turystycznego prowadzącego na Wykus,  żółtego szlaku turystycznego prowadzącego poprzez okolice miasta,  czarnego szlaku rowerowego prowadzącego do Mostek oraz  niebieskiego szlaku rowerowego prowadzącego do Ostrowca Świętokrzyskiego.

## Współpraca międzynarodowa
Miasta i gminy partnerskie:
- Stafford  – kontakty z tym miastem zostały zapoczątkowane we wrześniu 1993 r. 10 marca 1994 roku Rada Miasta Skarżyska-Kamiennej podjęła uchwałę w sprawie nawiązania kontaktów i współpracy. W dniach 6–10 maja 1994 r. podczas pobytu władz Stafford w Skarżysku-Kamiennej podpisana została „Deklaracja o przyjaźni pomiędzy Okręgiem Stafford w Anglii i miastem Skarżysko-Kamienna w Polsce. W dniu 7 listopada 1994 roku, podczas rewizyty naszej delegacji podpisano w Stafford drugą deklarację o współpracy obu miast, potwierdzającą wcześniejsze ustalenia[34].
- Żmerynka  – w styczniu 2001 roku w Skarżysku-Kamiennej został podpisany „List intencyjny w sprawie umowy o partnerstwie”, a 28 lutego 2001 r. Rada Miasta powzięła uchwałę o nawiązaniu współpracy. 5 lipca 2001 r. podpisano umowę o partnerstwie handlowo-ekonomicznym, naukowo-technicznym i kulturalnym.”[35]
- Kawarna  – kontakty zostały nawiązane w 2004 roku za pośrednictwem konsulatów. W dniach 12–16 lutego 2005 roku w Skarżysku-Kamiennej przebywała delegacja władz miasta Kawarna. Podczas wizyty została podpisana umowa o współpracy, która obejmuje partnerstwo w dziedzinie kultury, oświaty, sportu i ekologii oraz działania w ramach tworzenia i realizacji projektów unijnych. Dodatkową płaszczyzną porozumienia są zagadnienia dotyczące gospodarki i ochrony środowiska[36].
- Franklin Park  – list intencyjny dotyczący współpracy partnerskiej między miastami został podpisany 31 sierpnia 2015 roku[37].
- Grodno  – Porozumienie o współpracy partnerskiej między Skarżyskiem-Kamienną a Grodnem zostało podpisane we wrześniu 2019 roku w trakcie Międzynarodowego Forum Biznesowego Niemen 2019 w Grodnie[38].